# Berta García
Berta García (12 de abril de 1982) é uma jogadora de rugby sevens espanhola.

## Carreira
Berta García integrou o elenco da Seleção Espanhola Feminina de Rugbi de Sevens, na Rio 2016, que foi 7º colocada.